# Horný tok Chotčianky
Horný tok Chotčianky este o arie protejată (arie specială de conservare — SAC, sit de importanță comunitară — SCI) din Slovacia întinsă pe o suprafață de 2,56 ha, integral pe uscat.

## Localizare
Centrul sitului Horný tok Chotčianky este situat la coordonatele 49°18′42″N 21°47′48″E / 49.311667°N 21.796667°E.

## Înființare
Situl Horný tok Chotčianky a fost declarat sit de importanță comunitară în octombrie 2011 pentru a proteja 2 specii de animale. Situl a fost protejat și ca arie specială de conservare în august 2011.

## Biodiversitate
Situată în ecoregiunea alpină, aria protejată conține 1 habitat natural: Râuri de munte și vegetația lor lemnoasă cu Myricaria germanica.
La baza desemnării sitului se află mai multe specii protejate:
- păsări (1): lăcar-de-mlaștină (Acrocephalus palustris)
- pești (1): hadină (Eudontomyzon danfordi)

Pe lângă speciile protejate, pe teritoriul sitului au mai fost identificate 1 specie de plante, 5 specii de pești.